# B̄
B̄ (minuscule : b̄), appelé B macron, est un graphème utilisé dans l’écriture du kire et dans la romanisations ISO 233-1 de l’écriture arabe. Il s'agit de la lettre B diacritée d'un macron.

## Utilisation
Dans la romanisation ISO 233-1 de l’écriture arabe, ‹ b̄ › translittère le bāʾ šaddah ‹ بّ ›, le bāʾ et le šaddah étant translittéré avec le b et avec le macron suscrit.

## Représentations informatiques
Le B macron peut être représentée avec les caractères Unicode suivants :
- décomposé (latin de base, diacritiques) :

| formes    | représentations | chaînes de caractères | points de code | descriptions                                 |
| --------- | --------------- | --------------------- | -------------- | -------------------------------------------- |
| capitale  | B̄               | B◌̄                    | U+0043 U+0304  | lettre majuscule latine b diacritique macron |
| minuscule | b̄               | b◌̄                    | U+0063 U+0304  | lettre minuscule latine b diacritique macron |

## Sources
- (en) Thomas T. Pederson, Transliteration of Arabic, 2.2, 2008 (lire en ligne)
- (en) Organised Phonology Data : Kire (Giri) Language [GEB] Madang Province, SIL, 2011 (lire en ligne)